# Kathia Verdier
Kathia Verdier, née en 1994 à Port-au-Prince, est la ministre des Haïtiens vivant à l’étranger (MHAVE).

## Biographie

### Jeunesse et formation
Kathia Verdier naît en 1994 à Port-au-Prince. Kathia Verdier effectue ses études primaires et secondaires au Nouveau Collège Bird et au Collège Marie Anne. Elle enchaîne avec des études en gouvernance et administration publique, avec la communication comme spécialité. Elle se forme en gestion des ONG, finance et commerce international. Elle entame aussi des études en sciences comptables, sans les achever.

### Parcours professionnel
Elle commence par travailler dans le secteur privé et dans plusieurs ONG ; elle crée également plusieurs entreprises dans le domaine des ressources marines.
Le 19 novembre 2024, elle devient ministre des Haïtiens vivant à l’étranger (MHAVE), nommée par le Conseil présidentiel de transition, présidé par Lesly Voltaire et le Premier ministre Alix Didier Fils-Aimé, ainsi que les autres cadres du ministère. Dans son allocution de prise de fonction, la ministre Verdier a mis l’accent sur l’importance du rôle de la diaspora haïtienne dans la reconstruction du pays.
Le 16 janvier 2025, Kathia Verdier rencontre l’ambassadeur des États-Unis en Haïti, Dennis Bruce Hankins, occasion de discuter des conditions des Haïtiens vivant aux États-Unis et de renforcer la collaboration entre les deux institutions.
Elle rencontre l'ambassadeur mexicain le 11 février 2025 et s'engage à défendre les droits des Haïtiens vivant à l’étranger et collabore avec les différents partenaires pour assurer leur protection et leur intégration. Aussi, elle accompagne les déportés haïtiens. Kathia Verdier a mis en place un dispositif visant à fournir des pièces d’identité aux membres de la diaspora haïtienne, afin de leur permettre d’exercer plus facilement leurs droits de citoyens,.